# 心中天網島
『心中天網島』（しんじゅう てんの あみじま）是近松門左衛門作的人形淨瑠璃。享保5年（1720年）12月6日，在大坂竹本座初演。全三段的世話物。

## 概要
改編享保5年發生的商人紙屋治兵衛和曾根崎新地的遊女小春的心中（殉情）事件。描寫相愛的兩人因義理的束縛而無法結合的故事，是近松的世話物之中的傑作。之後，歌舞伎化，今日上演的多是歌舞伎化後再編的『河庄』和『時雨の炬燵』。

## 脚注
1. ↑  . 文化デジタルライブラリー. 日本芸術文化振興会.   [2012-09-29]. （原始内容存档于2013-01-06）. 外部链接存在于|work= (帮助)

## 關連項目
- 曾根崎心中